# Купченеево
Купченеево (баш. Күпсәнәй, удм. Куктянай) — село в Ермекеевском районе Республики Башкортостан Российской Федерации. Входит в состав Суккуловского сельсовета.

## География

### Географическое положение
Расстояние до:
- районного центра (Ермекеево): 12 км,
- центра сельсовета (Суккулово): 7 км,
- ближайшей ж/д станции (Приютово): 43 км.

## История
Основано в 1773 г. по указу Уфимской провинциальной канцелярии. Указ выдан «новокрещеному вотяку» Михаилу Степанову «с товарыщи».

## Население
| 2002 | 2009 | 2010 |
| ---- | ---- | ---- |
| 449  | ↗460 | ↘445 |

Национальный состав
Согласно переписи 2002 года, преобладающая национальность — удмурты (94 %).